# Eñaut Zubikarai
Eñaut Zubikarai Goñi (Ondárroa, 26 de fevereiro de 1984) é um ex-futebolista profissional espanhol que atuava como goleiro. Atualmente é preparador de goleiros do Auckland City.

## Títulos

### Real Sociedad
- Segunda Divisão Espanhola: 2009–10

### Auckalnd City
- Campeonato Neozelandês de Futebol (Temporada Regular): 2016–17, 2017–18, 2018–19, 2019–20
- Campeonato Neozelandês de Futebol (Grande Final): 2017–18, 2019–20
- Liga dos Campeões da OFC: 2016 2017